# Reduziertes Auge

Aufbau des Auges. Das einfallende Licht wird jeweils an den Medien-Übergängen zwischen Luft und Cornea, dem Wasser in der vorderen Augenkammer, der Linse und dem Glaskörper mehrfach gebrochen

Das Reduzierte Auge, auch Normalauge genannt, ist ein schematisch vereinfachtes Modell des durchschnittlichen menschlichen Auges in der physiologischen Optik (engl. reduced schematic eye oder auch collapsed dioptric system of the eye). Es wurde von dem schwedischen Mediziner Allvar Gullstrand entwickelt.
Das optische System des realen menschlichen Auges ist an die optische Dichte des Umgebungsmediums Luft angepasst. Es ist aus Bestandteilen mit unterschiedlichen Radien und verschiedenen Brechungsindizes aufgebaut und besteht aus Hornhaut, Linse, Glaskörper und dem Kammerwasser in der vorderen Augenkammer zwischen Cornea und Linse.
| Ausbreitungsmedium | Brechungsindex | Radius   | Abstand | Brechkraft |
| ------------------ | -------------- | -------- | ------- | ---------- |
| Cornea             | 1.376          | −7,7 mm  | 0,0 mm  | +43 dpt    |
| Augenkammer        | 1.376          | +6,8 mm  | 3,6 mm  | −3 dpt     |
| Linse              | 1.414          | +10,0 mm | 7,2 mm  | +19 dpt    |
| Glaskörper         | 1.336          | −6,0 mm  | 24,4 mm |            |

Dieser komplexe Aufbau ergibt in der Summe eine Gesamtbrechkraft von etwa 59 dpt, was einer Brennweite von f = 1 / 59 dpt = 17 mm entspricht.  Das menschliche Auge eines erwachsenen Menschen kann für Überschlagsrechnungen also durch eine einfache Linse mit einer Brechkraft von 59 dpt oder einer Brennweite von 17 mm angenähert werden, unter der Voraussetzung eines entspannten Ciliarmuskels (Fernakkommodation).